# Antequera CF
Antequera CF is een Spaanse voetbalclub uit Antequera (Andalusië). Antequera Club de Fútbol werd opgericht in 1992, nadat CD Puerto Malagueño en CD Antequerano samenvloeiden tot één ploeg.  De ploeg speelde steeds op het lokale Andalusische niveau. Tweemaal in haar geschiedenis kon de ploeg doorstoten tot het derde niveau van het Spaanse voetbal.  De eerste maal was het beperkt tot één seizoen, toen de ploeg in 2008-2009 zestiende werd in de Segunda División B. Tijdens het seizoen 2022-2023 werd de ploeg kampioen na dertig van de vierendertig speeldagen en zo kwam de ploeg vanaf seizoen 2023-2024 voor de tweede maal uit op het derde niveau, nu Primera Federación genaamd.